# Tadeusz Ropelewski
Tadeusz Arkadiusz Ropelewski vel Tadeusz Pietrucha-Ropelewski (ur. 13 stycznia 1893 w Warszawie, zm. 15 kwietnia 1964 w Londynie) – polski wojskowy, działacz społeczny, poseł na Sejm RP IV kadencji (1935–1938) w II Rzeczypospolitej.

## Życiorys
3 maja 1922 roku został zweryfikowany w stopniu porucznika ze starszeństwem z 1 czerwca 1919 roku i 18. lokatą w korpusie oficerów samochodowych, a jego oddziałem macierzystym był 6 Dywizjon Samochodowy we Lwowie. 31 marca 1924 roku został mianowany kapitanem ze starszeństwem z 1 lipca 1923 roku i 15. lokatą w korpusie oficerów samochodowych. W latach 1923–1926 pełnił służbę w Centralnych Składach Samochodowych w Warszawie-Pradze, pozostając oficerem nadetatowym 9 Dywizjonu Samochodowego w Brześciu. W lipcu 1926 roku został przydzielony do Gabinetu Wojskowego Prezydenta RP na stanowisko dowódcy kolumny samochodowej. Od 1927 roku był zarządcą rezydencji Prezydenta Rzeczypospolitej Polskiej w Spale, pozostając w dyspozycji szefa Gabinetu Wojskowego Prezydenta RP. Był uznawany za niezwykle sprawnego zarządcę. W krótkim czasie przeprowadził niezbędne remonty w pałacach i pałacykach. Ze szczególną uwagą zajął się uporządkowaniem części gospodarczej.
Rozwijał również pracę kulturalno-społeczną na wsi, organizował kursy oświaty pozaszkolnej, Związek Młodzieży Wiejskiej i spółdzielnie.
W wyborach parlamentarnych w 1935 roku został wybrany posłem na Sejm IV kadencji (1935–1938) 26 351 głosami z okręgu nr 14, obejmującego powiaty: skierniewicki, grójecki i rawsko-mazowiecki. W 1936 był oficerem rezerwy Związku Strzeleckiego w stopniu podokręgowego.

## Ordery i odznaczenia
- Krzyż Kawalerski Orderu Odrodzenia Polski (27 listopada 1929)[14]
- Medal Niepodległości (29 grudnia 1933)[15]
- Srebrny Krzyż Zasługi (16 marca 1928)[16][17]
- Medal Zwycięstwa („Médaille Interalliée”)[17]